# 山田秀三
山田 秀三（やまだ ひでぞう、1899年6月30日- 1992年7月28日）は、日本のアイヌ語地名研究家、官僚、実業家。
東北地方・北海道他、多数の地名を現地実証重視で研究した。

## 経歴
東京に生まれる。一中、一高を卒業し、1921年、東京帝国大学法学部政治学科に入学し、1924年に卒業し、農商務省、商工省に勤務。1937年企画院書記官を経て、1941年に仙台鉱山監督局長となり、在任中に東北各地の地名に興味を持つ。1944年に軍需省化学局長となり、 1945年に退官。1949年、北海道曹達株式会社社長就任。以後 同社会長、相談役を歴任。
1974年に北海道文化奨励賞、1979年に北海道文化賞、1991年に北海道新聞文化賞をそれぞれ受賞。藍綬褒章を受章。

## 人物
戦前はエリート官僚として東條英機首相とも交友があり、戦後はアイヌ語地名研究家として金田一京助、知里真志保、久保寺逸彦と交友関係を持ち、知里真志保に「アイヌ語の地名研究において、山田さんは私の弟子であり、師匠である。」と評された。
妻の総子は片山廣子の娘。宗瑛、井本しげといった筆名を用いて小説家として活動したが、結婚後に筆を折った。堀辰雄『聖家族』の絹子、『菜穂子』の菜穂子のモデルとなった人物とも言われる。

## 著作
- 『物資統制に就いて』湘風会パンフレツト 1938年
- 『東北と北海道のアイヌ語地名考 山河を愛する人々に捧ぐ』楡書房 1957年
- 『札幌のアイヌ地名を尋ねて』楡書房 1965年
- 『北海道の旅と地名』北海道文化財保護協会　コタン双書  1970年
- 『北海道の川の名』電通北海道支社 1971年
- 『アイヌ語地名の研究　山田秀三著作集』草風館 1982年
- 『北海道の地名』北海道新聞社 1984年
- 『アイヌ語地名を歩く』北海道新聞社 1986年
- 『関東地名物語--谷（ヤ）谷戸（ヤト）谷津（ヤツ）谷地（ヤチ）の研究』草風館 1990年
- 『東北・アイヌ語地名の研究』草風館 1993年
- 『アイヌ語地名の輪郭』草風館 1995年

### 共編著
- 『北方の古代文化』（古代史シリーズ）新野直吉共編 毎日新聞社 1974年
- 『室蘭・登別のアイヌ語地名』知里真志保共著 噴火湾社 1979年